# Tydd St Giles
Tydd St Giles è un villaggio e parrocchia civile dell'Inghilterra, appartenente alla contea del Cambridgeshire.